# Nyskrivna barnvisor av Keith Almgren
Nyskrivna barnvisor av Keith Almgren är en CD med visor för barn som utkom 1999.
Albumet innehåller 17 nyskrivna barnvisor 2002 och är producerad av Keith Almgren och Janne Lundqvist. Inspelning och arrangemang av Patrik Lindqvist och Janne Lundqvist.

## Låtlista
1. Alfabetssången
2. Om sommaren
3. Gå på händerna
4. Min kanin
5. Trehundra dagar
6. Vinter var det förr
7. I naturen
8. Den röda dalahästen
9. Nu nalkas åter julen
10. Mina gosedjur
11. Vackra fina kläder
12. Jag tror jag är på språng
13. Lillasyster
14. Barnen på dagis
15. Gå i ring (ringvisa)
16. I advent (musik tillsammans med Patrik Lindqvist)
17. Farfar

## Källaor
- SLBA
- Kungl. biblioteket Sveriges nationalbibliotek